# Joe Thomson
Joseph „Joe“  Thomson (* 14. Januar 1997 in Paisley) ist ein schottischer Fußballspieler. Der Mittelfeldspieler steht bei Dunfermline Athletic unter Vertrag.

## Karriere

### Verein
Joe Thomson kam im Jahr 2009 in die Youth Academy von Celtic Glasgow. In dieser absolvierte er unter anderem Spiele im Glasgow Cup und der UEFA Youth League. In der Saison 2014/15 wurde Thomson dreimal in den Kader des von Ronny Deila trainierten Vereins berufen, blieb dort allerdings noch ohne Einsatz. Er gab sein Profidebüt für Celtic am 3. Spieltag der Scottish Premiership 2015/16 gegen Dundee United, als er in der 79. Minute für Tom Rogić eingewechselt wurde. Im Juni 2016 unterschrieb Thomson einen neuen Zweijahresvertrag bei Celtic. Im August 2016 wurde Thomson für sechs Monate an den schottischen Zweitligisten FC Dumbarton verliehen. Danach wurde er an  Queen of the South und dem FC Livingston verliehen. Ab dem 29. Dezember 2017 wurde er für sechs Monate an Queen of the South verliehen.

### Nationalmannschaft
Joe Thomson spielte ab dem Jahr 2008 in Länderspielen der Juniorenteams von Schottland. Er debütierte dabei in der U-15 Nationalmannschaft gegen Belgien im Juni 2011. Im folgenden Jahr kam Thomson fünfmal in der U-16 zum Einsatz. Von 2013 bis 2014 absolvierte er zudem neun Spiele in der schottischen U-17. Von 2015 bis 2016 spielte er in der U-19. Im März 2017 debütierte er in der U-21 gegen Estland.

## Erfolge
mit Celtic Glasgow:
- Schottischer Meister: 2016